# Гужин, Георгий Семёнович
Георгий Семёнович Гужин (27 февраля 1922, Калининское, Киргизская АССР — 2 ноября 2013, Краснодар) — учёный географ-обществовед (социально-экономическая география), доктор географических наук (1969), профессор (1971). Ветеран Великой Отечественной войны.
С 1970 года и до конца своей жизни ведущий профессор кафедры экономической, социальной и политической географии Кубанского государственного университета. Автор более 200 научных работ по краеведению, демографии, монтологии, транспорту, социально-экономической, политической и рекреационной географии. В последние годы жизни занимался исследованиями сельского расселения; выравнивания уровней социально-экономического развития регионов; внешнеэкономического взаимодействия.

## Биография
Георгий Семёнович родился в 1922 г. в селе Вознесеновка.
Был восьмым ребёнком в семье, на момент его рождения отца не стало. Георгий рано научился читать, ещё в дошкольном возрасте он читал рассказы соседям, которые вечером собирались в доме Гужиных. В 6 лет пошёл в школу сразу второй класс, так как уже умел читать; учился в начальной школе села Вознесеновка и средней школе села Кара-Балта Калининского района. Поступил на географический факультет Учительского института во Фрунзе, где одновременно работал лаборантом геолого-минералогического кабинета. С 17 лет преподавал географию, немецкий язык и физкультуру в школе села Михайловка Тюбского района взрослым — ученикам с 5 по 10 класс.

### Военная служба
В 1940 году был призван в армию — служил во Львове в пехотных войсках. В 1941 году распределён в авиатехническую школу (Серпухов), с началом войны перебазированную в Кызылорду. В последующем был переведён в Кировоградскую лётную школу (Павлодар). В 1943 году, когда полёты были приостановлены ввиду отсутствия горючего, со своими друзьями ушёл добровольцем на фронт. С января 1944 года воевал на 2-м и 3-м Белорусских фронтах; будучи авиатехником 456-й авиаэскадрильи 142-го транспортного авиаполка, дошёл до Инсбрука. В мае 1945 года был демобилизован в звании старшего сержанта.

### После войны
В 1946 году окончил географический факультет педагогического института, работал лаборантом экспедиции геологоразведки. С 1947 года, обучаясь в аспирантуре Киргизского филиала Института географии АН СССР, работал архивариусом в республиканском Архиве МВД, до 1969 года преподавал в Киргизском университете (с 1958 — доцент).
С 1970 года работал в Кубанском университете: декан географического факультета, в 1970—1997 — заведующий кафедрой экономической географии, в последующем — профессор кафедры экономической, социальной и политической географии и кафедры международного туризма и менеджмента.

## Научная деятельность
В 1954 году защитил кандидатскую диссертацию «Восточные районы Иссык-Кульской области (экономико-географическая характеристика)» (руководитель канд. геогр. наук С. Н. Рязанцев).
В 1968 году в Московском университете им. М. В. Ломоносова защитил докторскую диссертацию «Современные проблемы географии населения горных районов Средней Азии (на примере Киргизии и Таджикистана)» (руководителем-консультант д-р геогр. наук профессор С. А. Ковалёв, оппоненты В. Г. Давидович и В. Ш. Джаошвили).
Основные направления исследований:
- география населения и социальные проблемы,
- география мирового хозяйства,
- рекреационная география,
- геоурбанистика.

В 1950—1970-е годы участвовал в экспедициях на Тянь-Шань, Памиро-Алай, оз. Иссык-Куль, исследовал демографические проблемы в горных районах Средней Азии.
Участвовал в разработке Краснодарской комплексной системы производства (удостоен свидетельства участника ВДНХ), в работе Международного Географического конгресса (Москва, 1986), четырёх международных научных конференций по проблемам горных территорий (по программе ЮНЕСКО «Человек и биосфера» — Телави, Цаскадзор, Владикавказ, Ставрополь).
Был членом диссертационного совета Кубанского университета Д 212.101.15 по защите кандидатских и докторских диссертаций по географическим наукам. Почётный член Русского географического общества, Международной Академии наук экологии, безопасности человека и природы (МАНЭБ) (1998). Заслуженный профессор Кубанского государственного университета.
Подготовил 30 кандидатов и 2 докторов наук. В числе его учеников:
- Амин Ислам, представитель Бангладеш в ООН;
- З. У. Кодзоева, помощник президента Республики Ингушетия;
- Е. О. Горецкая, декан факультета экономики и управления на предприятии торговли Краснодарского филиала Российского государственного торгово-экономического университета, доктор экономических наук;
- Н. В. Чугунова, доцент кафедры природопользования и земельного кадастра Белгородского университета;
- Л. П. Белозерова, доцент кафедры экономической, социальной и политической географии Ставропольского университета;
- М. Б. Астапов, ректор Кубанского университета.

### Избранные труды
- Гужин Г. С. Восточные районы Иссык-Кульской области (экономико-географическая характеристика): Автореф. дис. … канд. геогр. наук. — М., 1954. — 16 с.
- Гужин Г. С. Город Пржевальск (экономико-географическая характеристика) // Учёные записки географического факультета КиргГУ. — Вып.1. — Фрунзе: КиргГУ, 1956.
- Гужин Г. С. Из истории развития транспорта Киргизии // Учёные записки географического факультета КиргГУ. — Вып.2. — Фрунзе, 1956.
- Гужин Г. С. К истории развития транспорта Киргизской ССР // Учёные записки географического факультета. — Вып. 2. — Фрунзе: КиргГУ, 1956. — С. 25-39.
- Гужин Г. С., Лосев А. В. Города Киргизии: Краткий указатель литературы. — Фрунзе, 1958. — 80 с.
- Гужин Г. С. Города Киргизии // Тез. докл. на VIII науч. конф. проф.-препод. состава и студентов геогр. ф-та. — Фрунзе: КиргГУ, 1959. — С. 19-22.
- Гужин Г. С. Некоторые итоги изучения географии населения юго-западной группы районов Ошской области // Тез. докл. на VIII науч. конф. проф.-препод. состава и студентов геогр. ф-та. — Фрунзе: КиргГУ, 1959. — С. 26-28.
- Гужин Г. С., Яхонтов Л. В. Вокруг озера Иссык-Куль: Популярный географический очерк. — Фрунзе: Киргосиздат, 1959.
- Гужин Г. С., Лунин Б. А., Селоустьев А. В., Картавов М. М. География Киргизии. — Фрунзе: Киргизучпедгиз, 1959. — 257 с.
- Гужин Г. С. Отражение населения в экономико-географических характеристиках районов // Тез. докл. на IX науч. конф. проф.-препод. состава и студентов геогр. ф-та. — Фрунзе: КиргГУ, 1960. — С. 18-21.
- Гужин Г. С., Лосев А. В., Морозов Н. Советский Киргизстан: краткий аннотированный указатель литературы. — Фрунзе, 1961.
- Гужин Г. С. Города Киргизии (киргиз.). — Фрунзе, 1961. — 86 с.
- Гужин Г. С. Особенности формирования современной географии населения Киргизской ССР // Матер. межведомств. совещания по географии населения (январь-февраль 1962 г.). — Вып.2. Серия общих вопросов. — М.; Л., 1961.
- Гужин Г. С. О составе населения Киргизской ССР // Тез. докл. IX науч. конф. географ. ф-та КиргГУ. — Фрунзе, 1962.
- Гужин Г. С. Особенности современной географии и истории формирования населения Киргизской ССР // География населения в СССР: основные проблемы. — М.; Л.: Наука, 1964. — С. 201—214.
- Гужин Г. С. О некоторых изменениях в географии населения Киргизской ССР (с 1939 по 1959 гг.) // Известия Киргизского филиала ВТО. — Вып.6. — Фрунзе, 1965.
- Гужин Г. С. Особенности размещения населения Киргизской ССР // Тез.докл. на Х науч. конф. географ. ф-та КиргГу. — Фрунзе, 1965.
- Гужин Г. С. Город Фрунзе // Украинская советская энциклопедия. — Киев, 1967.
- Гужин Г. С., Орозалиев С. О. Путешествие по городу Фрунзе (путеводитель-справочник). — Фрунзе: Мектеп, 1967. — 90 с.
- Гужин Г. С. О характере взаимодействия сельского расселения, хозяйства и природы (на примере горных районов Средней Азии) // Матер. II межведомств. совещания по географии населения. — Вып.1. — Фрунзе, 1967.
- Гужин Г. С. Сельское расселение в горных республиках Средней Азии (особенности, типы и проблемы) // Народонаселение, размещение и использование трудовых ресурсов: сб. науч. тр. — Вып.1. — Фрунзе, 1968.
- Гужин Г. С. Современные проблемы географии населения горных районов Средней Азии (на примере Киргизии и Таджикистана): Автореф. дис. … д-ра геогр. наук. — М., 1969. — 48 с.
- Гужин Г. С. Типы сельского расселения в Киргизии и обслуживание населения // Географические исследования в Киргизии: Матер. к I съезду Киргизского географ. о-ва. — Фрунзе: Илим, 1970.
- Гужин Г. С., Чормонов Б. Ш. Города Киргизии. Город Пржевальск. — Фрунзе: Кыргызстан, 1971. — 64 с.
- Гужин Г. С., Чормонов Б. Ш. Города Киргизии. Город Рыбачье. — Фрунзе: Кыргызстан, 1972. — 64 с.
- Гужин Г. С. Некоторые особенности демографической ситуации Краснодарского края с точки зрения перспектив планирования // Проблемы природы и хозяйства Кубани. — Краснодар, 1972.
- Гужин Г. С., Чормонов Б. Ш. Города Киргизии. Город Нарын. — Фрунзе: Кыргызстан, 1973. — 48 с.
- Гужин Г. С., Борисов В. И. и др. Знай свой край. Словарь географических названий Краснодарского края. — Краснодар: Краснод. кн. изд-во, 1974. — 200 с.
- Гужин Г. С., Шевцова Н. А. Местные центры в системе сельского расселения Краснодарского края // Проблемы географии населения и хозяйства Северо-Западного Кавказа. — Вып.1. — Краснодар, 1974.
- Гужин Г. С. Сельское расселение в системе территориальной организации хозяйства административного экономического района // Вопросы территориальной организации хозяйства экономических административных районов. — Краснодар, 1974.
- Гужин Г. С. Город Темрюк. Историко-географический очерк: Города Краснодарского края. — Краснодар, 1974. — 48 с.
- Гужин Г. С. Местные советы и использование трудовых ресурсов // Местные советы в условиях развитого социализма. — Краснодар, 1975.
- Гужин Г. С., Шевцова Н. А. Райцентры в системе местных экономических центров // География населения: Матер. XXIII Междунар. географ. конгр.: Секция 7. — М., 1976.
- Гужин Г. С., Актанова А. Г. Бытовое обслуживание на селе (киргиз.). — Фрунзе, 1978. — 84 с.
- Гужин Г. С., Кучер О. Г., Шевцова Н. А. Карты для целей планирования сферы обслуживания // Картографические разработки для планирования и управления развитием народного хозяйства Украинской ССР: тез. докл. науч. конф. — Киев: Наукова думка, 1979.
- Гужин Г. С., Актанова А. Т. Города Киргизии (киргиз.). — Фрунзе: Мектеп, 1981. — 48 с.
- Гужин Г. С., Тюрин В. Н., Озеркова Р. А. Экономическая география Краснодарского края: Пособие для учителей географии 8 кл. средней школы. — Краснодар, Краснод. кн. изд-во, 1983. — 120 с.
- Гужин Г. С., Воскобойников С. В. Социальные аспекты управления охраной окружающей среды и рациональным природопользованием // Тез. докла. краевой науч.-практ. конф. — Краснодар, 1983.
- Гужин Г. С., Чугунова Н. В. Теоретические основы реконструкции сельского расселения и проблемы его развития // Современное сельское расселение горных районов Северного Кавказа и проблемы его развития. — Грозный: Чечено-Ингушское кн. изд-во, 1984.
- Гужин Г. С., Тюрин В. Н. Экономическая география Северного Кавказа: учебное пособие. — Краснодар: изд-во. Кубан. гос. ун-та, 1984. — 96 с.
- Гужин Г. С., Тюрин В. Н. Северо-Кавазский экономико-географический район // Экономическая география СССР. Районная часть: учеб. пособие для студентов географ. специальностей вузов. — Киев: Выша школа, 1984.
- Гужин Г. С., Шевцова Н. А., Чугунова Н. В. Особенности сельского расселения на Северном Кавказе // Матер. по изучению Чечено-Ингушской АССР. — Грозный: Чечено-Ингушское кн. изд-во, 1985.
- Гужин Г. С., Чугунова Н. В. Пути реконструкции сельского расселения // Матер. по изучению Чечено-Ингушской АССР. — Грозный: Чечено-Ингушское кн. изд-во, 1985.
- Гужин Г. С., Шевцова Н. А. Трудовые ресурсы сельских районов Краснодарского края: динамика, состав. Воспроизводство, использование // Географические проблемы агропромышленного комплексирования и расселения: межвуз. сб. науч. тр. — Саранск, 1985.
- Гужин Г. С., Тюрин В. Н. Экономико-географические исследования аграрного потенциала в сельскохозяйственном производстве // Географическая наука в осуществлении Продовольственной программы СССР: тез. докл. VIII съезда ГО СССР. — Л., 1985.
- Гужин Г. С., Чугунова Н. В. Особенности динамики численности населения г. Грозный на современном этапе // Матер. по изучению Чечено-Ингушской ССР. — Вып.4. — Грозный: Чечено-Ингушское кн. изд-во, 1987.
- Природные ресурсы и производительные силы Северного Кавказа. Население и трудовые ресурсы / Отв. ред. д-р геогр. наук Г. С. Гужин. — Ростов-на-Дону: Изд-во Ростовского ун-та, 1987. — 240 с.
- Гужин Г. С., Воскобойников С. В. Некоторые вопросы дальнейшего развития рекреационного хозяйства на территории Лагонакского нагорья // Проблемы Лагонакского нагорья: сб. тез. науч.-практ. конф. — Краснодар, 1987.
- Гужин Г. С., Чистяков В. И., Шатилов С. А. Охрана природы: опыт и проблемы // Проблемы Лагонакского нагорья: сб. тез. науч.-практ. конф. — Краснодар, 1987.
- Гужин Г. С., Русина М. А., Помазан Л. П. Природные ресурсы горных районов: задачи исследования // Природно-ресурсный потенциал горных районов Северного Кавказа: тез. докл. науч. конф. — Краснодар, 1987.
- Гужин Г. С., Чистяков В. И. Горные природно-техногенные системы Краснодарского края: возможности безотходной технологии / Природно-ресурсный потенциал горных районов Северного Кавказа: тез. докл. науч. конф. — Краснодар, 1987.
- Гужин Г. С., Чугунова Н. В. Сельская местность Чечено-Ингушетии и её проблемы (Территория, ресурсы, типы, освоение, расселение). — Грозный: Чечено-Ингушское кн. изд-во, 1988. — 140 с.
- Гужин Г. С., Воскобойников С. В. Экономика-экология: выбор возможных решений // Проблемы рационального природопользования и экологическая экспертиза: сб. тез. науч.-практ. конф. / Отв. ред. Г. С. Гужин. — Краснодар, 1990. — С. 95-97.
- Гужин Г. С., Тюрин В. Н. Эколого-хозяйственное освоение горных территорий (на примере Краснодарского края) // Эколого-географические проблемы Северного Кавказа и Нижнего Дона. — Ростов н/Д: изд-во РГУ, 1990. — С. 104—110.
- Гужин Г. С., Чугунова Н. В. Экологическая ситуация в городах Чечено-Ингушской АССР // Проблемы рационального природопользования и экологическая экспертиза: Сб. тез. науч.-практ. конф. / Отв. ред. Г. С. Гужин. — Краснодар, 1990. — С. 17-19.
- Гужин Г. С., Беликов М. Ю. Рекреационное хозяйство в условиях рынка: надежды и возможности достижения стабильного спроса на трудовые ресурсы //Использование рекреационного потенциала территории Северного Кавказа и география занятости населения. — Грозный, 1991. — С. 3-4.
- Гужин Г. С., Чугунова Н. В. Города Чечено-Ингушетии на пороге XXI века. — Грозный: Книга, 1991. — 136 с.
- Гужин Г. С., Беликов М. Ю. Города-курорты: взгляд изнутри (Геленджик, Анапа). — Краснодар, 1991. — 160 с.
- Гужин Г. С., Гущина Л. А. История заселения и хозяйственного освоения территории Краснодарского края с 1792 по 1917 гг. — Краснодар, 1993. — 137 с.
- Гужин Г. С., Слепцова Е. В. География населения с основами социальной экологии: учебное пособие. — Краснодар, 1993. — 164 с.
- Гужин Г. С., Шатилов С. А., Беликов М. Ю. География мирового хозяйства. — Краснодар: Просвещение-Юг, 1995. — 301 с.
- Гужин Г. С. и др. Региональная политика: проблемы инвестирования хозяйства // Проблемы и пути развития рыночной экономики: матер. науч. конф., посвящённой 25-летию экономического факультета КубГУ. — Краснодар, 1996. — С. 31-33.
- Гужин Г. С., Нагалевский Ю. Я., Тюрин В. Н. и др. Краснодарский край. Республика Адыгея. Атлас. — Минск: Комитет Гознак при МФ Республики Беларусь, 1996. — 48 с.
- Гужин Г. С. К вопросу об оптимизации использования природных условий и ресурсов горных территорий: мифы и надежды // Сб. пленарных докл. и тез. науч. конф. «Горы Северной Осетии: природопользование и проблемы экологии». — Владикавказ, 1996. — С. 37-45.
- Гужин Г. С. и др. Туризм в горных районах как фактор социально-экономического развития // Сб. пленарных докл. и тез. науч. конф. «Горы Северной Осетии: природопользование и проблемы экологии». — Владикавказ, 1996. — С. 220—221.
- Гужин Г. С. Устойчивое развитие городской среды // Геоэкологические проблемы устойчивого развития городской среды. — Воронеж: Квадрат, 1996. — С. 28-30.
- Гужин Г. С. и др. К вопросу о теории мониторинга окружающей среды // География Краснодарского края: антропогенные воздействия на окружающую среду: сб. ст. — Краснодар, 1996. — С. 243—251.
- Гужин Г. С., Клименко Е. В. Охрана окружающей среды в зонах активного туризма // География Краснодарского края: антропогенные воздействия на окружающую среду: сб. ст. — Краснодар, 1996. — С. 146—153.
- Гужин Г. С., Беликов М. Ю., Клименко Е. В. Менеджмент в иностранном и внутреннем туризме (Введение в специальность). — Краснодар: Изд-во Кубан. гос. ун-та, 1997. — 244 с.
- Гужин Г. С., Чистяков В. И., Беликов М. Ю. Город Кропоткин в системе городов Краснодарского края. — Краснодар, 1998. — 78 с.
- Гужин Г. С. и др. Региональный туризм: путь от планов к экономической реальности: Размышления по поводу содержания региональных планов развития туристского бизнеса // Вест. Краснодар. отдела Русского геогр. о-ва. — Вып.1. — Краснодар, 1998. — С. 153—159.
- Гужин Г. С. и др. Россия — СНГ: проблемы сотрудничества // Наука Кубани. — 1998. — № 1 (3). — С. 17-22.
- Гужин Г. С. и др. Туризм и региональная экономика // Природа. Общество. Человек: Вест. Юж.-Рос. отд-я Междунар. АН Высшей школы. — 1999. — № 1 (2). — С. 10-18.
- Гужин Г. С. и др. Оптимизация модели использования рекреационного потенциала горного района на принципах устойчивого развития // Природа. Общество. Человек: Вест. Юж.-Рос. отд-я Междунар. АН Высшей школы. — 1999. — № 1(12). — С. 18-20.
- Гужин Г. С., Тюрин В. Н., Чистяков В. И., Беликов М. Ю., Краснова Н. В. Экономическая география Краснодарского края. — Краснодар: Изд-во Кубан. гос. ун-та, 2000. — 247 с.
- Краснова Н. В. Водный транспорт России в развитии международных транспортных коридоров / Под ред. проф. Г. С. Гужина. — Краснодар, 2003.
- Гужин Г. С. Природно-экономический обзор / Вся Кубань: Альманах инвестора. — Краснодар: ГУП «Центр информационного и экономического развития печати, телевидения и радио Краснодарского края», 2004. — 496 с.
- Гужин Г. С., Беликов М. Ю., Краснова Н. В., Чистяков В. И. Монтология: реалии и мифы содержания науки о горных районах // Устойчивое развитие горных территорий: проблемы и перспективы интеграции науки и образования: матер. V Междунар. конф. — Владикавказ: Терек, 2004. — С. 160—166.
- Гужин Г. С., Беликов М. Ю., Краснова Н. В. Города и районы контактной зоны суша — море Краснодарского края (г. Туапсе и Туапсинский район) — Краснодар: Просвещение-Юг, 2005. — 125 с.
- Гужин Г. С., Беликов М. Ю., Краснова Н. В. Контактная зона суша — море. Восточное Приазовье. — Ч.1. Общий обзор. Приморско-Ахтарский район. Город Приморско-Ахтарск. — Краснодар, 2007.
- Гужин Г. С., Беликов М. Ю. и др. Туризм и рекреация — надежда и реалии развития проблемных регионов // Докл. Адыгской (Черкесской) междунар. академии наук (АМАН). — Нальчик, 2008. — Т.10, № 1. — С. 125—131.
- Краснова Н. В. Россия: транспортная система в условиях глобализации / Под ред. проф. Г. С. Гужина. — Краснодар, 2008.
- Гужин Г. С., Максимов Д. В., Цулая И. В. Перспективы развития Республики Абхазия в свете подготовки и проведения Олимпиады-2014 // Курортно-рекреационный комплекс в системе регионального развития: инновационные подходы: матер. IV Всерос. науч.-практ. конф. / Отв. ред. А. Г. Максименко. — Краснодар: Кубан. гос. ун-т, 2011. — С. 265—268.
- Гужин Г. С., Астапов М. Б., Комаревцева Н. А. Упущенные или потенциальные возможности развития республик Северного Кавказа // Горные регионы: XXI век: сб. науч. тр. — Владикавказ: изд-во СОГУ, 2011. — С. 153—164.
- Гужин Г. С., Астапов М. Б., Беликов М. Ю. К вопросу о продовольственной безопасности // Горные регионы: XXI век: сб. науч. тр. — Владикавказ: изд-во. СОГУ, 2011. — С. 37-42.
- Гужин Г. С. и др. Транспорт Краснодарского края в развитии производительных сил, экономической, социальной и культурной жизни современного общества. Связь: структура, функции, место в современной экономике и социальной жизни // Экономическая и социальная география Краснодарского края : учеб. пособие / Под ред. В. И. Чистякова. — Краснодар: Кубан. гос. ун-т.., Просвещение-Юг, 2011.
- Чугунова Н. В. Социально-демографическое развитие Белгородской области изменяющейся России / Под ред. проф. Г. С. Гужина. — М.: ГЕОС, 2011.

## Награды
- медаль «За боевые заслуги» (8.6.1945)[3]
- орден Отечественной войны 2-й степени (6.4.1985)[2]
- заслуженный деятель науки Кубани (1995)
- премия администрации Краснодарского края в области науки, образования и культуры (2001) — за разработку первого комплексного атласа Краснодарского края и Республики Адыгея.

## Память
С 31 октября 2014 года учебная аудитория № 211 географического факультета Кубанского университета носит имя профессора Г. С. Гужина. В аудитории установлен памятный стенд с описанием жизненного и научного пути Г. С. Гужина. Члены семьи — Оксана Сергеевна и Зоя Михайловна Гужины — передали в дар Кубанскому университету около 300 научных изданий из личной библиотеки профессора.
С 24 октября 2019 года по инициативе Краснодарского регионального отделения Русского географического общества одна из улиц нового жилого массива Прикубанского внутригородского округа Краснодара носит имя Георгия Гужина.

## Комментарии
1. ↑  Село Вознесеновка[1], в последующем относившееся к Калининскому району[2], ныне вошло в состав города Кара-Балта.